# Contrevoz
Contrevoz est une commune française, située dans l'Ain  et la région Rhône-Alpes.
Ses habitants sont appelés les Controvolats.

## Géographie
La commune de Contrevoz est située au sud du canton de Virieu-le-Grand, dans l'arrondissement de Belley, dans l'Ain. Son point culminant est le Mollard de Don.
Outre le bourg, Contrevoz compte trois hameaux : Préveyzieu, Boissieu et Montbreyzieu.
Pour les articles homonymes, voir Boissieu.

### Climat
Pour des articles plus généraux, voir Climat d'Auvergne-Rhône-Alpes et Climat de l'Ain.
En 2010, le climat de la commune est de type climat des marges montargnardes, selon une étude du CNRS s'appuyant sur une série de données couvrant la période 1971-2000. En 2020, Météo-France publie une typologie des climats de la France métropolitaine dans laquelle la commune est exposée à un climat de montagne ou de marges de montagne et est dans la région climatique Alpes du nord, caractérisée par une pluviométrie annuelle de 1 200 à 1 500 mm, irrégulièrement répartie en été.
Pour la période 1971-2000, la température annuelle moyenne est de 11 °C, avec une amplitude thermique annuelle de 18 °C. Le cumul annuel moyen de précipitations est de 1 291 mm, avec 10,4 jours de précipitations en janvier et 8 jours en juillet. Pour la période 1991-2020, la température moyenne annuelle observée sur la station météorologique de Météo-France la plus proche, « Belley Man », sur la commune de Belley à 7 km à vol d'oiseau, est de 12,1 °C et le cumul annuel moyen de précipitations est de 1 099,8 mm,. Pour l'avenir, les paramètres climatiques de la commune estimés pour 2050 selon différents scénarios d'émission de gaz à effet de serre sont consultables sur un site dédié publié par Météo-France en novembre 2022.

## Urbanisme

### Typologie
Au 1er janvier 2024, Contrevoz est catégorisée commune rurale à habitat dispersé, selon la nouvelle grille communale de densité à 7 niveaux définie par l'Insee en 2022.
Elle est située hors unité urbaine. Par ailleurs la commune fait partie de l'aire d'attraction de Belley, dont elle est une commune de la couronne,. Cette aire, qui regroupe 31 communes, est catégorisée dans les aires de moins de 50 000 habitants,.

### Occupation des sols
L'occupation des sols de la commune, telle qu'elle ressort de la base de données européenne d’occupation biophysique des sols Corine Land Cover (CLC), est marquée par l'importance des forêts et milieux semi-naturels (62,9 % en 2018), une proportion identique à celle de 1990 (62,9 %). La répartition détaillée en 2018 est la suivante : 
forêts (62,9 %), prairies (27,4 %), zones agricoles hétérogènes (4 %), zones urbanisées (3,4 %), terres arables (2,3 %).
L'évolution de l’occupation des sols de la commune et de ses infrastructures peut être observée sur les différentes représentations cartographiques du territoire : la carte de Cassini (XVIIIe siècle), la carte d'état-major (1820-1866) et les cartes ou photos aériennes de l'IGN pour la période actuelle (1950 à aujourd'hui).

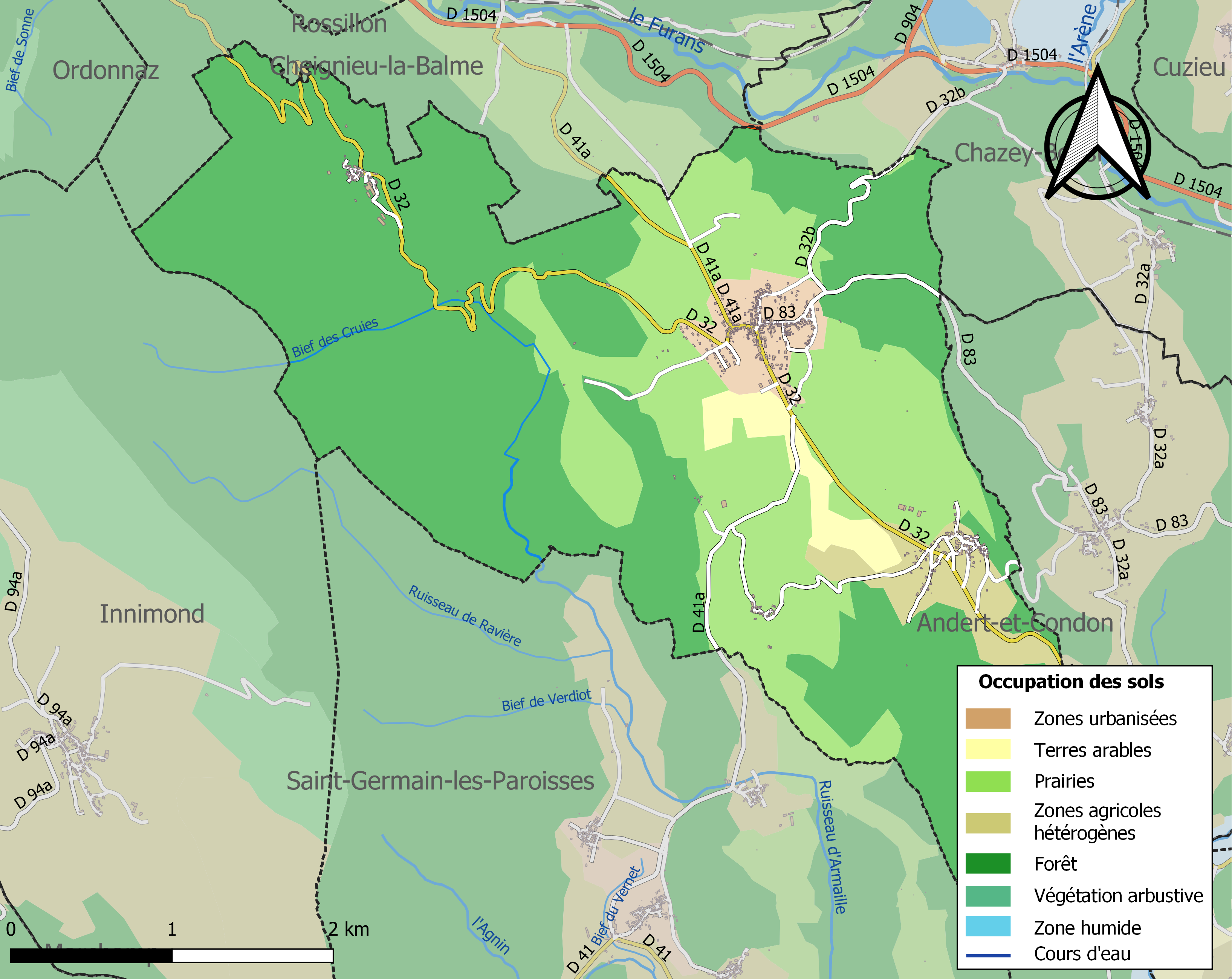
Carte des infrastructures et de l'occupation des sols de la commune en 2018 (CLC).

## Toponymie
On trouve des traces de Contrevoz sous plusieurs orthographes au fil des siècles :
- De Contreivo, 1141 (arch. de l'Ain, H 242) ;
- Contrevos, 1354 (arch. de la Cote-d'Or, B863, f° 25 r°) ;
- Apud Contrevo, 1354 (ibid., f° 41 r°) ;
- Contrevoz, 1580 (Guichenon, Bresse et Bugey, pr., p. 196).

## Histoire
Dans l'ordre féodal, Contrevoz relevait du comté de Rossillon. 
Avant 1790, Contrevoz était une communauté du bailliage, élection et subdélégation de Belley, mandement de Rossillon. Son église paroissiale, diocèse de Genève, archiprétré de Virieu, était placée sous le vocable de saint Romain ; l'évêque de Belley nommait à la cure. Ecclesia de Contrevoz, sub vocabulo Sancti Romani 1400 env. (pouillé du dioc. de Belley).
Le 12 mai 1855, Cheignieu-la-Balme qui était alors un hameau de la commune devient une commune à part entière.

## Politique et administration

### Découpage territorial
La commune de Contrevoz est membre de la communauté de communes Bugey Sud, un établissement public de coopération intercommunale (EPCI) à fiscalité propre créé le 1er janvier 2014 dont le siège est à Belley. Ce dernier est par ailleurs membre d'autres groupements intercommunaux.
Sur le plan administratif, elle est rattachée à l'arrondissement de Belley, au département de l'Ain et à la région Auvergne-Rhône-Alpes. Sur le plan électoral, elle dépend du  canton de Belley pour l'élection des conseillers départementaux, depuis le redécoupage cantonal de 2014 entré en vigueur en 2015, et de la cinquième circonscription de l'Ain  pour les élections législatives, depuis le dernier découpage électoral de 2010.

### Administration municipale
En 2008 le conseil municipal est composé de 11 membres dont trois adjoints au maire.
| Période                                  | Période  | Identité               | Étiquette | Qualité                                  |
| ---------------------------------------- | -------- | ---------------------- | --------- | ---------------------------------------- |
| 1870                                     | 1892     | Frédéric Durand        |           |                                          |
| 1892                                     | 1896     | Philippe Colin         |           |                                          |
| 1896                                     | 1908     | Jean-Claude Pacot      |           |                                          |
| 1908                                     | 1912     | Émile Ancian           |           |                                          |
| 1912                                     | 1943     | Xavier Chevillard      |           |                                          |
| 1943                                     | 1949     | Marius Pacot           |           |                                          |
| 1950                                     | 1971     | Louis Chevillard       |           |                                          |
| 1971                                     | 1981     | Joseph Veuillet        |           |                                          |
| 1981                                     | 1989     | Marcel Ravier          |           |                                          |
| 1989                                     | 2001     | Alain Saurel           |           |                                          |
| 2001                                     | 2004     | Jean-Paul Noyret       |           |                                          |
| 2004                                     | 2008     | Jacques Gibello        |           |                                          |
| 2008                                     | mai 2020 | Alain Saurel           | SE        | Retraité Fonction publique Réélu en 2014 |
| mai 2020                                 | En cours | Jean-Daniel Balastrier |           | Ancien employé                           |
| Les données manquantes sont à compléter. |          |                        |           |                                          |

## Jumelages
- Breitenbach (France)[réf. souhaitée]

## Démographie
L'évolution du nombre d'habitants est connue à travers les recensements de la population effectués dans la commune depuis 1793. Pour les communes de moins de 10 000 habitants, une enquête de recensement portant sur toute la population est réalisée tous les cinq ans, les populations de référence des années intermédiaires étant quant à elles estimées par interpolation ou extrapolation. Pour la commune, le premier recensement exhaustif entrant dans le cadre du nouveau dispositif a été réalisé en 2004.
En 2022, la commune comptait 489 habitants, en évolution de −2,2 % par rapport à 2016 (Ain : +5,15 %, France hors Mayotte : +2,11 %).
| 1793 | 1800 | 1806  | 1821  | 1831  | 1836  | 1841  | 1846  | 1851  |
| ---- | ---- | ----- | ----- | ----- | ----- | ----- | ----- | ----- |
| 994  | 494  | 1 229 | 1 247 | 1 295 | 1 231 | 1 317 | 1 365 | 1 283 |

| 1856 | 1861 | 1866 | 1872 | 1876 | 1881 | 1886 | 1891 | 1896 |
| ---- | ---- | ---- | ---- | ---- | ---- | ---- | ---- | ---- |
| 856  | 817  | 794  | 796  | 783  | 711  | 755  | 734  | 709  |

| 1901 | 1906 | 1911 | 1921 | 1926 | 1931 | 1936 | 1946 | 1954 |
| ---- | ---- | ---- | ---- | ---- | ---- | ---- | ---- | ---- |
| 656  | 629  | 572  | 549  | 469  | 437  | 444  | 392  | 330  |

| 1962 | 1968 | 1975 | 1982 | 1990 | 1999 | 2004 | 2006 | 2009 |
| ---- | ---- | ---- | ---- | ---- | ---- | ---- | ---- | ---- |
| 321  | 297  | 289  | 376  | 416  | 430  | 464  | 459  | 530  |

| 2014 | 2019 | 2022 | - | - | - | - | - | - |
| ---- | ---- | ---- | - | - | - | - | - | - |
| 508  | 498  | 489  | - | - | - | - | - | - |

## Culture et patrimoine

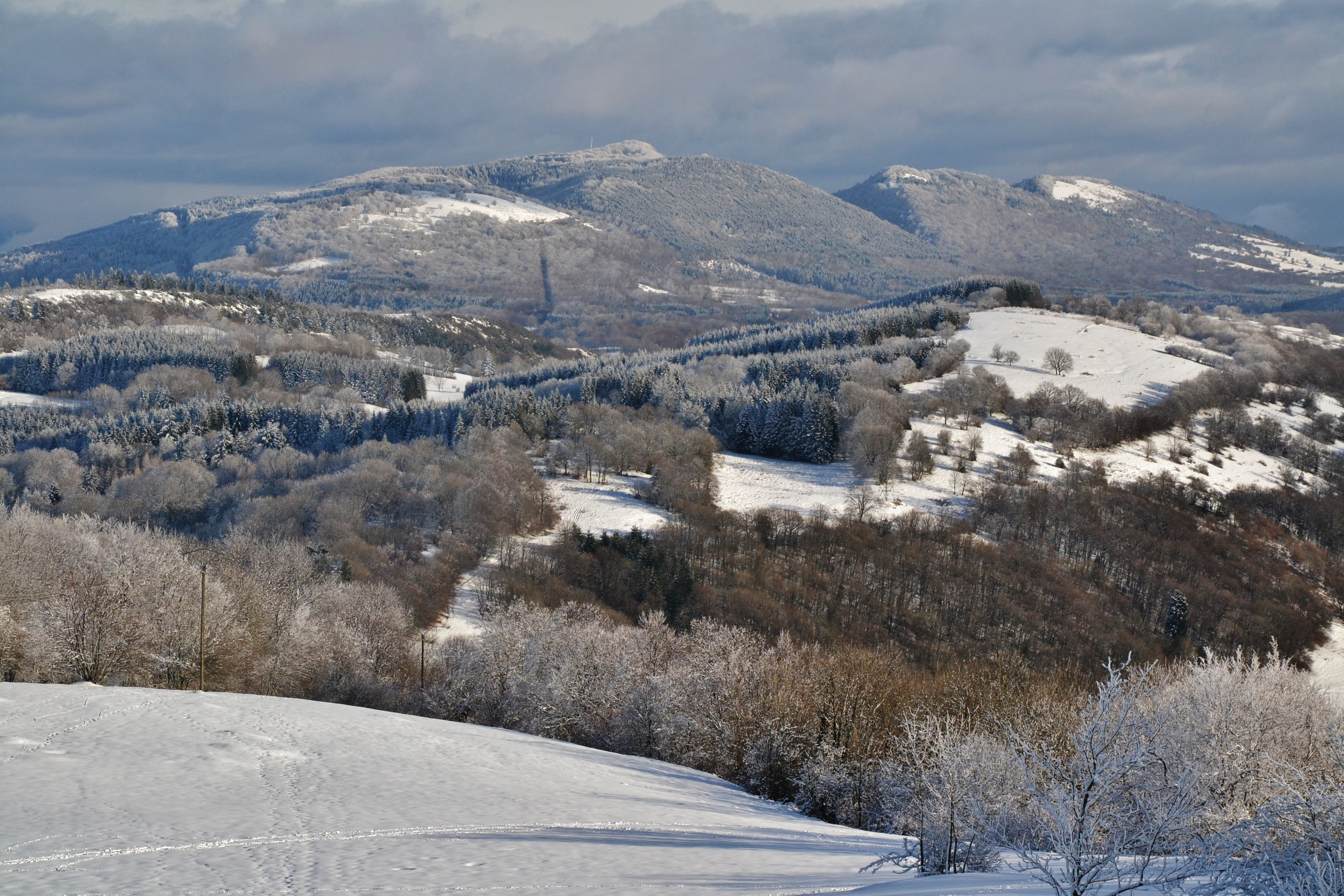
Molard de Don.

### Lieux et monuments
- L'église paroissiale est placée sous le vocable de Saint-Romain. La plus ancienne mention qui en est faite remonte au milieu du XIIe siècle. Elle est de style néo-gothique à trois travées.
- La chapelle Saint-Sébastien est aujourd'hui disparue. Son emplacement reste inconnu. Il en est pourtant fait mention dans la déclaration des biens des communautés de l'intendant de Bourgogne Claude Bouchu (1665-70).

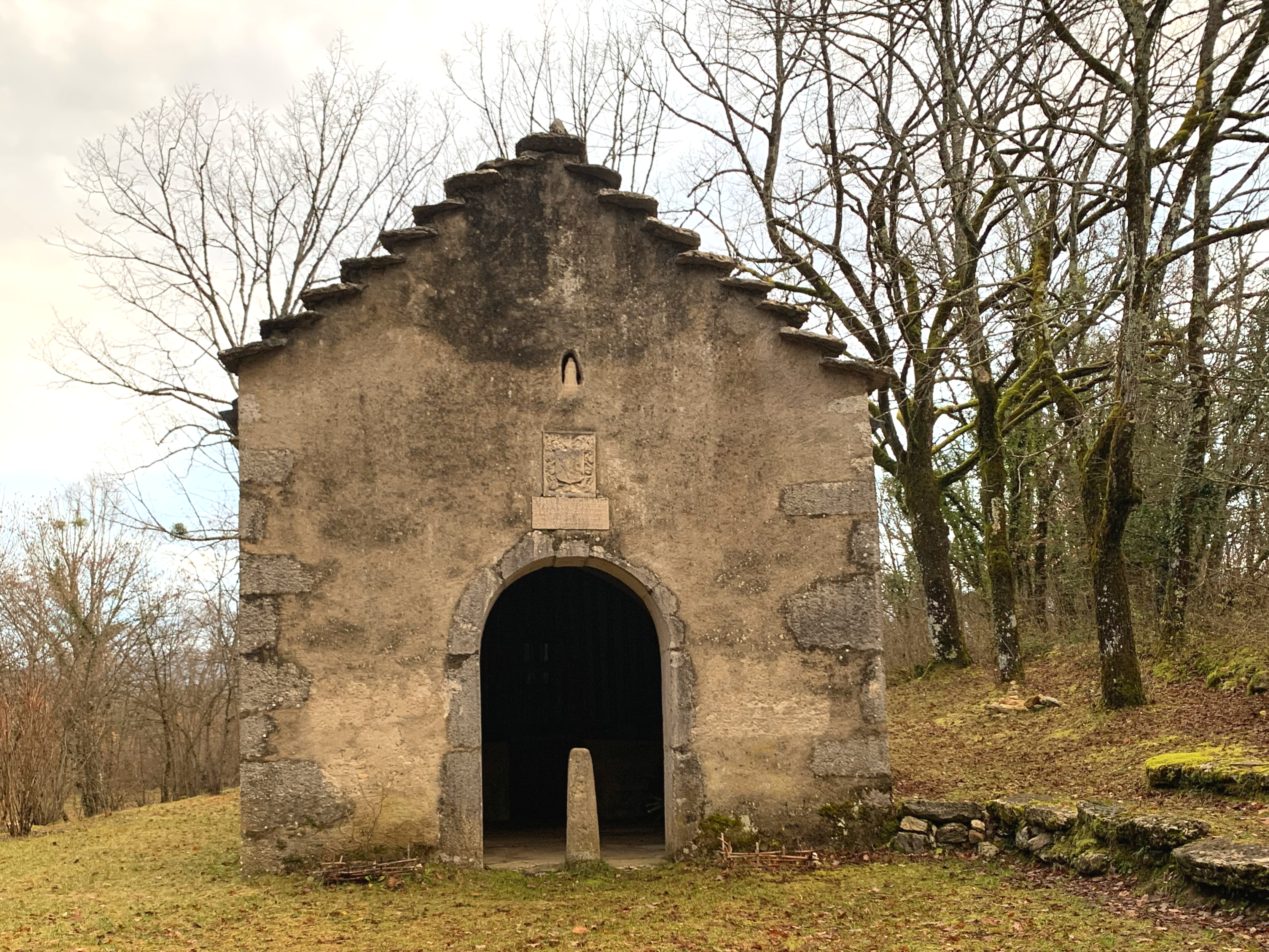
Chapelle Sainte-Anne de Contrevoz.

- La petite chapelle Sainte-Anne, voûtée et de dimensions 10 × 5,5 mètres est située au pied du Mollard de Don. Au-dessus de l'entrée on peut lire : Cette chapelle a été bâtie et fondée par Jean Millieret, juge de Belley, en exécution d'un vœu fait à sainte Anne de son consentement par demoiselle Marie Picot son espouse dans une maladie dont elle mourut à Contrevoz le 3 juin 1684.
- La chapelle de Boissieu est placée sous le vocable de saint Étienne. On pouvait lire sur le fronton aujourd'hui disparue la date de 1644. Il n'en reste plus que deux fenêtres trilobées dans un bâtiment du hameau de Boissieu.
- Le camp est classé monument historique depuis 1913[21].

### Personnalités liées à la commune
- Pierre Passerat de La Chapelle, né à Contrevoz (1734-1805), a participé à la guerre d'indépendance des États-Unis et aux campagnes du Canada.
- Albert Ouzoulias dit Colonel André, né à Contrevoz (1915-1995) était un militant communiste et résistant.